# 2020年Billboard JAPAN Heatseekers Songs1位の一覧
以下は、2020年のBillboard Japan Heatseekers Songsチャート1位の一覧である。 Billboard Japan Heatseekers Songsは、Billboard JAPANによって発表されている日本の音楽チャート。総合楽曲チャート「Billboard Japan Hot 100」を構成するデータの内､ダウンロード、ストリーミング、ラジオ、動画再生数を集計し、急上昇アーティストを抽出したチャートである。
チャート初の1位を獲得した楽曲はオレンジスパイニクラブの「キンモクセイ」、正式ローンチしてからの初の1位を獲得した楽曲はReolの「第六感」であった。

## チャート遍歴
| 日付       | 曲名           | アーティスト名         | 出典   |
| ---------- | -------------- | ---------------------- | ------ |
| 10月12日付 | キンモクセイ   | オレンジスパイニクラブ | [ 1 ]  |
| 10月19日付 | キンモクセイ   | オレンジスパイニクラブ | [ 2 ]  |
| 10月26日付 | キンモクセイ   | オレンジスパイニクラブ | [ 3 ]  |
| 11月2日付  | キンモクセイ   | オレンジスパイニクラブ | [ 4 ]  |
| 11月9日付  | 第六感         | Reol                   | [ 5 ]  |
| 11月16日付 | 第六感         | Reol                   | [ 6 ]  |
| 11月22日付 | ドライフラワー | 優里                   | [ 7 ]  |
| 11月30日付 | 第六感         | Reol                   | [ 8 ]  |
| 12月7日付  | 第六感         | Reol                   | [ 9 ]  |
| 12月14日付 | 第六感         | Reol                   | [ 10 ] |
| 12月21日付 | うっせぇわ     | Ado                    | [ 11 ] |
| 12月30日付 | うっせぇわ     | Ado                    | [ 12 ] |